# Wilson Sporting Goods
Wilson é uma empresa de materiais esportivos, americana, baseada em Chicago, Illinois, fabricante de acessórios de padel, tênis, badminton, basebol, basquetebol, softball, futebol americano, golfe, futebol, squash , voleibol e beach tennis. A empresa é subsidiária da multinacional finlandesa Amer Sports desde 1989 e, por sua vez, agora está sob controle da empresa chinesa Anta Sports [en] desde 2019.

## Histórico
A Wilson ficou famosa a partir do tênis. A empresa, que além de confeccionar bolas e raquetes, patrocinou Pete Sampras, um dos maiores jogadores de todos os tempos nesse esporte e o tenista com maiores números de Grand Slams, Roger Federer. Em 1979, as bolas da Wilson começaram a ser usadas nos jogos do US Open. Em 2006, iniciou-se seu uso no Austrália Open.
A Wilson também é uma das marcas mais conceituadas no golfe e no futebol americano, onde é a fornecedora de material esportivo oficial da NFL desde 1941.
Nos anos 2000, a Wilson ingressa no futebol do Brasil ao desenhar os uniformes de São Caetano, Náutico, Ceará, Paysandu e São Raimundo. E em 2007 fecha patrocínio de uniformes com o Franca Basquetebol, com a Cabofriense e com o Grêmio Esportivo Brasil de Pelotas/RS.Em 2014 assinou com o ABC FC já será utilizado na estreia alvinegra no Campeonato Potiguar 2015 no ano do centenário do "mais querido" conhecido popularmente o ABC Futebol Clube.
No cinema, a marca ganhou mais publicidade quando o personagem interpretado por Tom Hanks, em "Náufrago", teve como "companheiro" uma bola de vôlei Wilson, batizada por ele com o mesmo nome.

## No Brasil
No Brasil a Wilson fornece materiais para as seguintes instituições:
- Confederação Brasileira de Tênis
- Associação Nacional de Basquete 3x3
- Federação Mineira de Tênis
- Federação Pernambucana de Vôlei